# Cataleuco e Pirgileuco

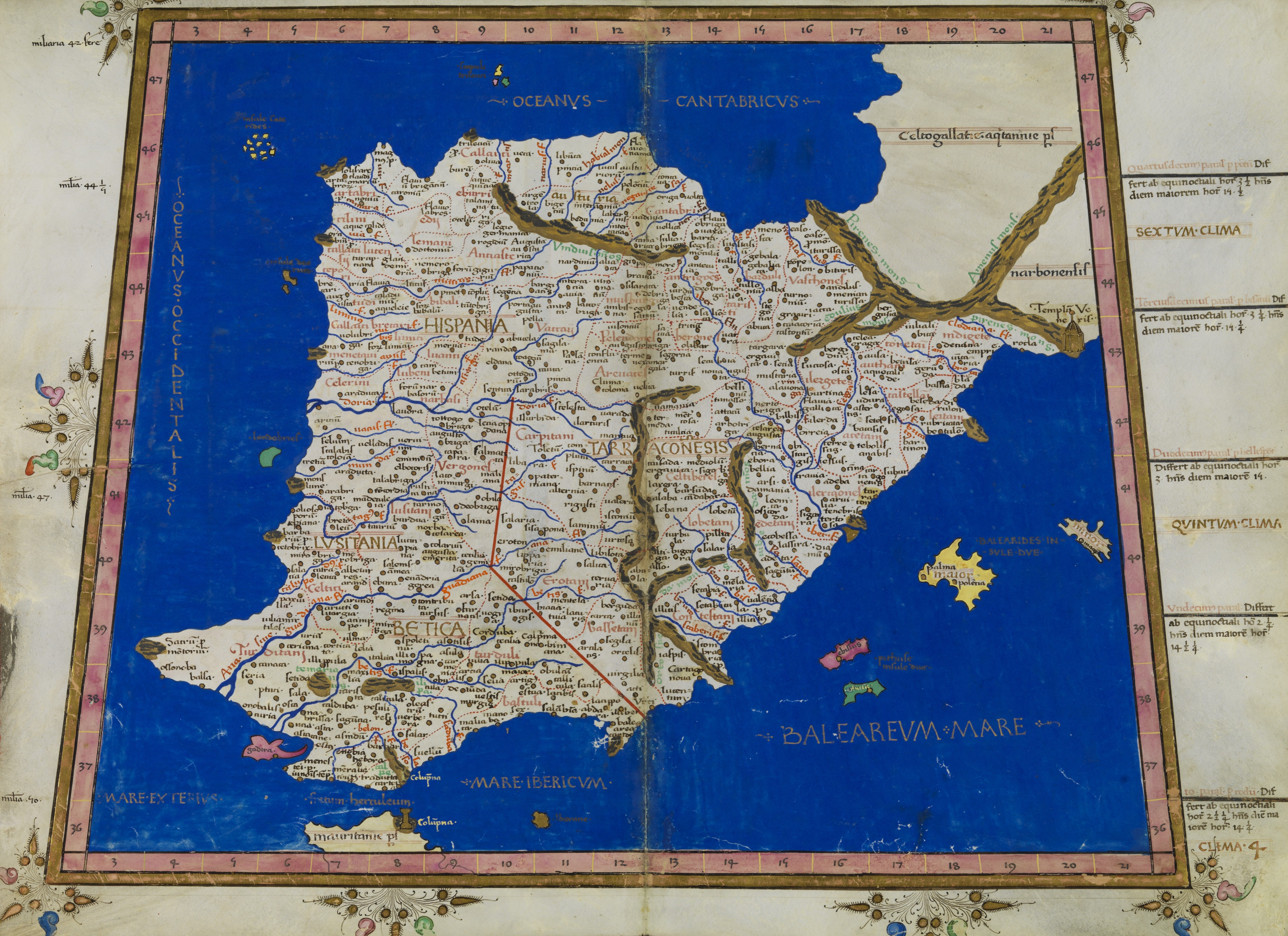
Hispânia Tarraconense, Bética e Lusitânia

Catraleuco (em grego clássico: Κατραλευκός; romaniz.: Catraleucós) e Pirgileuco (em grego clássico: Πύρʚγοι λευκοί; romaniz.: Pyrgoi leukoi) eram duas cidades celtas, descritas por Ptolomeu na Lusitânia.

## Análise etimológica
"O nome Katraleukos aparece, em outros manuscritos, como Katra leukos, Kataleukos e Katrapheucus. Não excluindo a hipótese de se tratar de um topónimo de origem indo-europeia pré--romana, é possível que o nome registado por Ptolemeu seja, não uma transcrição, em caracteres gregos, de um nome indígena, mas uma tradução, para o grego, de topónimo latino constituído por nomes comuns.".
"Se pyrgos se aplica à torre do farol, a forma plural do nome ptolemaico
dificilmente consente a restituição de um topónimo latino Phari Albi, pois tal nome pressuporia
pelo menos dois faróis no mesmo local — o que não parece aceitável. Nada temos contra a possibilidade de o topónimo ptolemaico Pyrgoi leukoi corresponder à tradução de Turres Albae.

## Localização
A localização destas duas cidades é ignorada, no entanto ao longo do tempo têm sido propostas várias possíveis localizações:
- Jorge de Alarcão sugere as suas localizações em Troia e Sines.

""O nome Kataleukos poderá traduzir um nome latino Ad Lucentum e o nome Pyrgoi leukoi corresponderá a Turres Albae. Qualquer destes nomes parece adequar-se a Tróia e a Sines; mas, admitida tal adequação, não nos parece fácil decidir qual dos nomes corresponde a Tróia e qual foi o de Sines. Só algum feliz achado epigráfico futuro poderá revelar o nome antigo das duas povoações, sem que possamos rejeitar a eventualidade de as nossas hipóteses, por razoáveis que hoje pareçam, virem a revelar-se falsas e os nomes Kataleukos e Pyrgoi leukoi virem a ser identificados com outras localidades que não sejam nem Tróia nem Sines" .
— Jorge de Alarcão
- O mesmo autor refere num outro estudo que Kataleukos se pode encontrar no Alentejo.

"De qualquer forma, parece-nos que é na área de Estremoz / Vila Viçosa que
devemos procurar a estação de Ad Albos."— Jorge de Alarcão
- Crato, Alcáçovas e Alvalade foram também propostas, embora não sejam localizações aceitáveis.[3]

- A cidade de Cataleuco é, na tradição albicastrense, a origem da cidade de Castelo Branco.

“...vila que depois se denominou Castelo Branco, devido, ao que parece, à convicção, já existente do séc. XII ou XIII, pelo menos, de que ali existira a cidade de Castraleuca"